# Орищук Михайло
Орищук Михайло (псевдо: «Бойко»; ? — †23 січня 1945, с. Посіч, тепер Лисецька селищна громада, Івано-Франківська область) —  командир сотні УПА «Заведії».

## Життєпис
Влітку 1944 р. сформував сотню у Чорному Лісі. Командир сотні «Заведії» куреня «Скажені». 
Помер від серцевого нападу біля с. Посіч Тисменицького району. Похований на цвинтарі с. Грабівка Калуського району. 
Наказом ГВШ підвищений до звання хорунжого з дня 15 жовтня 1944 р.